# Neoallochernes
Genre
Synonymes
- Tejachernes Hoff, 1957

Neoallochernes est un genre de pseudoscorpions de la famille des Chernetidae.

## Distribution
Les espèces de ce genre se rencontrent aux États-Unis, au Mexique et aux Antilles.

## Liste des espèces
Selon Pseudoscorpions of the World (version 3.0) :
- Neoallochernes cubanus Muchmore, 1992
- Neoallochernes garcianus (Banks, 1909)
- Neoallochernes incertus Muchmore, 1992
- Neoallochernes minor Muchmore, 1996
- Neoallochernes stercoreus (Turk, 1949)

## Publication originale
- Hoff, 1947 : The species of the pseudoscorpion genus Chelanops described by Banks. Bulletin of the Museum of Comparative Zoology, vol. 98, no 2, p. 471-550.